# مفضلية علقمة الفحل
مفضلية علقمة الفحل قصيدة قالها بين يدي الحارث الغساني ليطلق له أخاه.

## مؤلف القصيدة
هو علقمة بن عبَدة بفتح الباء من بني تميم بن أد بن طابخة بن إلياس بن مضر. شاعر جاهلي مجيد. كان من صدور الجاهلية وفحولها.
بما أنه من الشعراء الفحول فلشعره مكانية عالية وهذا ما دفع الأصمعي بوضعه ضمن قائمة الفحول الجاهليين الستة ورواية شعرهم مجتمعا دون سائر شعراء الجاهلية.
وروى له المفضل في المفضليات قصيدتين.
وانظر ماذا قال النقاد عن شعره. قال ابن سلام الجمحي ولابن عبدة ثلاث روائع جياد لا يفوقهن شعر وهن:
والثانية:
والثالثة:
ولا شيء بعدهن يذكر.
- وقال ابن الأعرابي ما وصف أحد النعامة إلا احتاج علقمة بن عبدة[5] لأنه اشتهر بوصفها في شعره.

## المفضليات
للمفضليات مكانة عظيمة بين الأدباء والنقاد والدليل هو التالي:
قال شوقي ضيف عن المفضليات: ولو لم يصلنا من الشعر الجاهلي سوى هذه المجموعة الموثقة لأمكن وصف تقاليده وصفًا دقيقًا؛ فقد مثلت جوانب الحياة الجاهلية ودارت مع الأيام والأحداث. وعلاقات القبائل بعضها ببعض وبملوك الحيرة والغساسنة، وانطبعت في كثير منها البيئة الجغرافية. وقد جاء فيها كثير من الكلمات المندثرة التي لم ترد في المعاجم اللغوية على كثرة ما أثبتت من الألفاظ المهجورة، مما يرفع الثقة بها ويؤكدها.
وقال علي الجندي في كتابه في تاريخ الأدب الجاهلي في أثناء حديثه عن المفضليات القصائد التي تتضمنها هذه المجموعة أصيلة، وأهل للثقة والاعتماد عليها.
وقال أيضًا: وقد لقيت المفضليات اهتمامًا كبيرًا من العلماء والأدباء والباحثين في شتى العصور، فكان لها شهرة عظيمة في الأوساط الأدبية والعلمية، وقام بدراستها كثير من الأدباء العرب والمستشرقين، ومن أهم شروحها شرح ابن الأنباري، كما شرحها المرزوقي والتبريزي.

## جو القصيدة
قالها يمدح الحارث بن جبلة بن أبي شمر الغساني وكان أسر أخاه شأسًا، فرحل إليه يطلب فكاكه، وقد بدأها بالغزل والنسيب، ووصف نعمة صاحبته وحرصها على سر الزوج، ثم نعت نفسه بالتجربة، ودعا لصاحبته بالسقيا، وفي الأبيات 8 - 10 يعلن خبرته بالنساء وشدة إعجابه بالشباب والثراء، مستطردًا بذلك إلى مدح الحرث، فوصف الناقة التي رحل بها إليه، وشبهها بالبقرة قد تتبعها القانص بكلابه فهي لا تألو عدوا، ووصف طريق رحلته وما اعترضه من صعاب وجهد، ثم طلب من مليكه النوال، وشكا إليه ما أصابه من خيبة الرجاء فيمن سواه من الملوك، ثم نوه بمواقف الحرث في الحرب، ونعت فرسه وسلاحه وجيشه، وذكر الشؤم الذي لحق بأعدائه وما أصابهم من التقتيل والهزيمة، ثم انتقل إلى ما قصد من كلمته أن يجعلها شفيعا لأخيه لإنقاذه من أسر الملك، ويروون أن الحرث لما سمع قوله: فحق لشأس من نداك ذنوب. أمر بإطلاق شأس وسائر أسرى بني تميم.

## نص القصيدة
نص القصيدة:

## روابط خارجية
دراسات في تذوق الشعر: قصيدة علقمة الفحل 